# 伊南巴里河

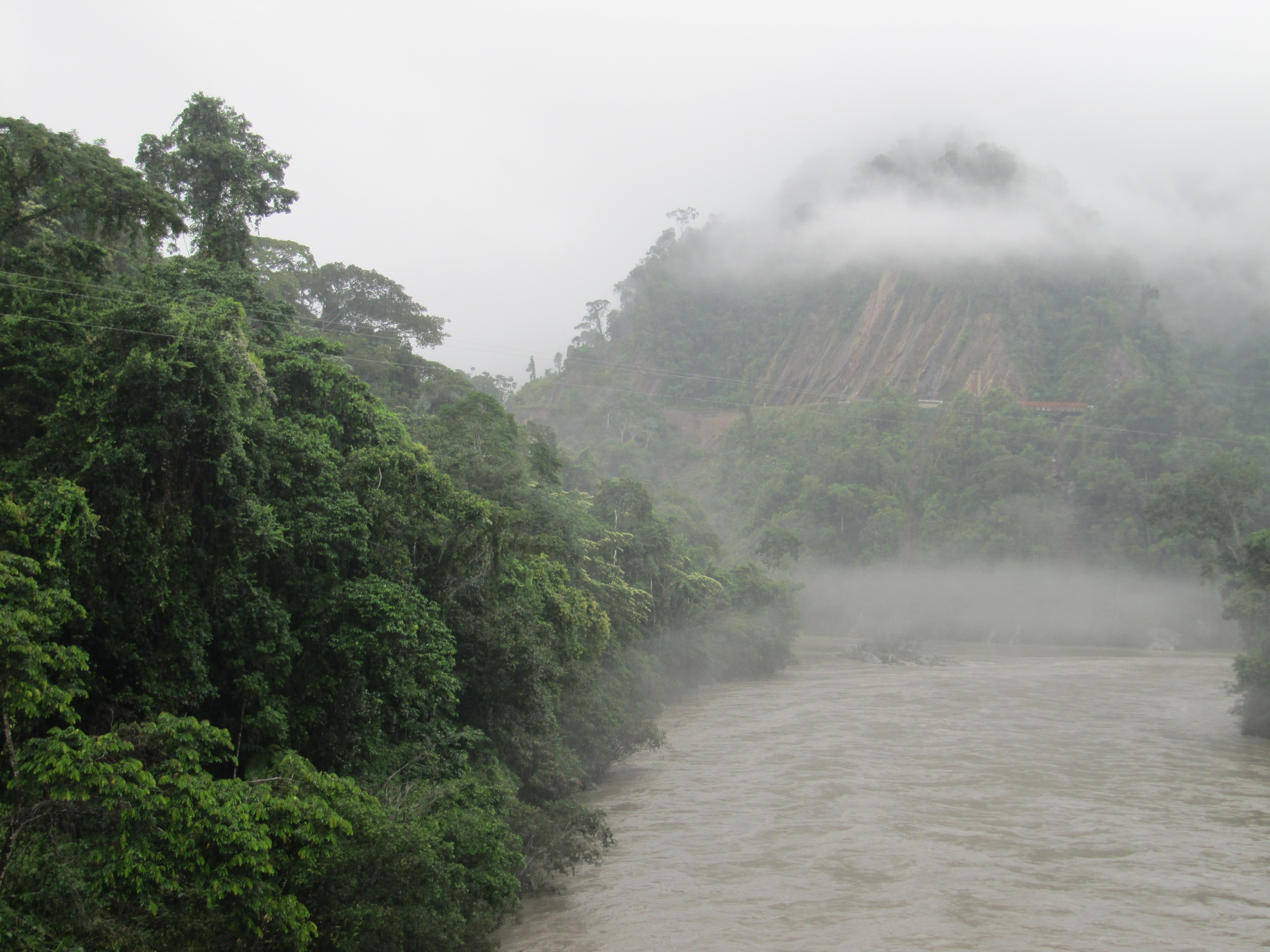
伊南巴里河一景

伊南巴里河（西班牙語：Río Inambari）是秘魯的河流，位於該國東南部，最終注入馬德雷德迪奧斯河，全長437公里，流域面積20,400平方公里，平均流量每秒961立方米。